# Кипр на зимних Олимпийских играх 2010
Кипр на зимних Олимпийских играх 2010 был представлен двумя спортсменами в горнолыжном спорте.

## Результаты соревнований

### Горнолыжный спорт
Мужчины
| Соревнование      | Спортсмены                | 1 спуск | 2 спуск | Всего | Место |
| ----------------- | ------------------------- | ------- | ------- | ----- | ----- |
| Гигантский слалом | Кристофер Папамихалопулос | 1:29,02 | DNF     | —     | —     |
| Слалом            | Кристофер Папамихалопулос | DNF     | —       | —     | —     |

Женщины
| Соревнование      | Спортсмены           | 1 спуск | 2 спуск | Всего   | Место |
| ----------------- | -------------------- | ------- | ------- | ------- | ----- |
| Гигантский слалом | София Папамихалопуло | 1:28,38 | 1:23,48 | 2:51,86 | 55    |
| Слалом            | София Папамихалопуло | 1:02,47 | 1:02,71 | 2:05,18 | 53    |